# ایتکین (مینه‌سوتا)
ایتکین، مینه‌سوتا (به انگلیسی: Aitkin, Minnesota) یک شهر و مرکز شهرستان در ایالات متحده آمریکا است که در مینه‌سوتا واقع شده‌است.

## خصوصیات
ایتکین ۵٫۷۰ کیلومترمربع مساحت و ۲٬۱۶۵ نفر جمعیت دارد و ۳۶۹ متر بالاتر از سطح دریا واقع شده‌است.